# David Zubik

Bischofswappen von David Allen Zubik

David Allen Zubik (* 4. September 1949 in Sewickley, Pennsylvania) ist ein US-amerikanischer Geistlicher und emeritierter römisch-katholischer Bischof von Pittsburgh.

## Leben
Zubik wuchs in Ambridge auf und besuchte hier die Schule, bevor er in das Priesterseminar eintrat. Er studierte an der Duquesne University und am Saint Mary’s Seminary in Baltimore Katholische Theologie. Am 3. Mai 1975 wurde er von Bischof Vincent Martin Leonard zum Priester der Diözese Pittsburgh geweiht. Nach verschiedenen seelsorglichen Tätigkeiten und weiteren Studien wurde er Sekretär und Zeremoniar der Bischöfe Anthony Joseph Bevilacqua und Donald William Wuerl.
Ab 1991 war Zubik für den Einsatz der Geistlichen im Bistum Pittsburgh verantwortlich und wurde 1996 Generalvikar.
Papst Johannes Paul II. ernannte Zubik am 18. Februar 1997 zum Titularbischof von Jamestown und zum Weihbischof in Pittsburgh. Die Bischofsweihe empfing er am 6. April 1997 von Bischof Donald Wuerl. Mitkonsekratoren waren die Bischöfe Nicholas Carmen Dattilo von Harrisburg und Thomas Joseph Tobin von Youngstown.
Am 10. Oktober 2003 wurde Zubik zum Bischof von Green Bay ernannt. Papst Benedikt XVI. ernannte ihn am 18. Juli 2007 zum Bischof von Pittsburgh.
Am 4. Juni 2025 nahm Papst Leo XIV. das altersbedingte Rücktrittsgesuch von David Zubik an.